# Ochotnicza straż pożarna w Polsce

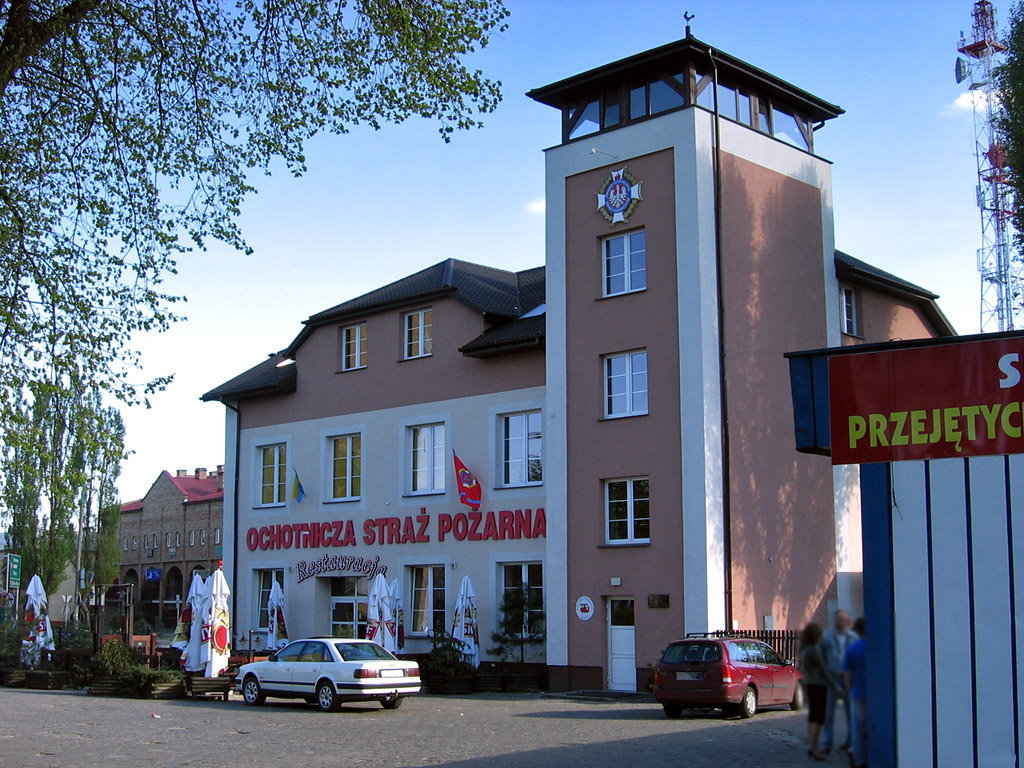
Remiza OSP w Ostrołęce

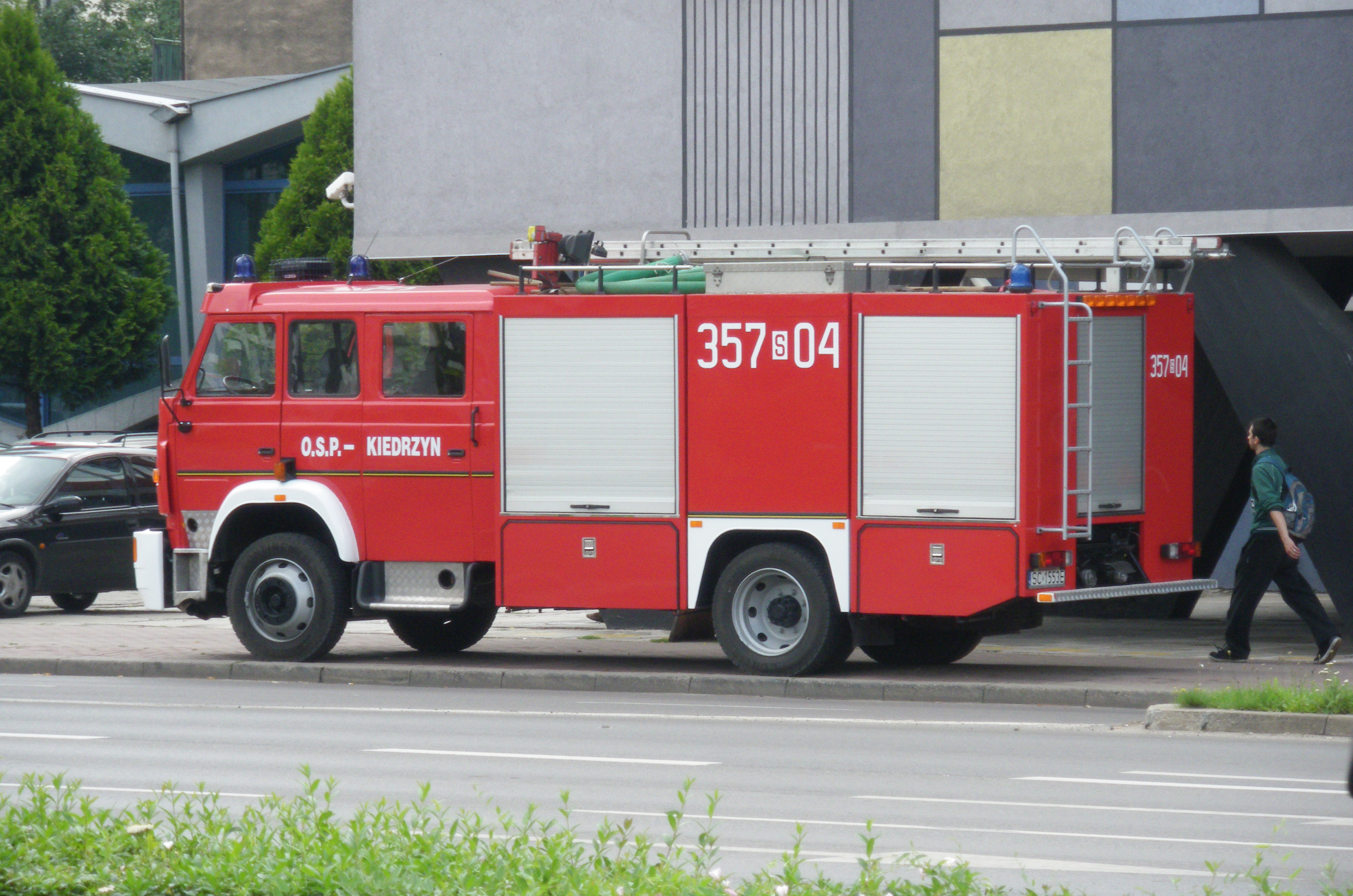
Star 1142 (GBA 2,5/24) OSP w Kiedrzynie

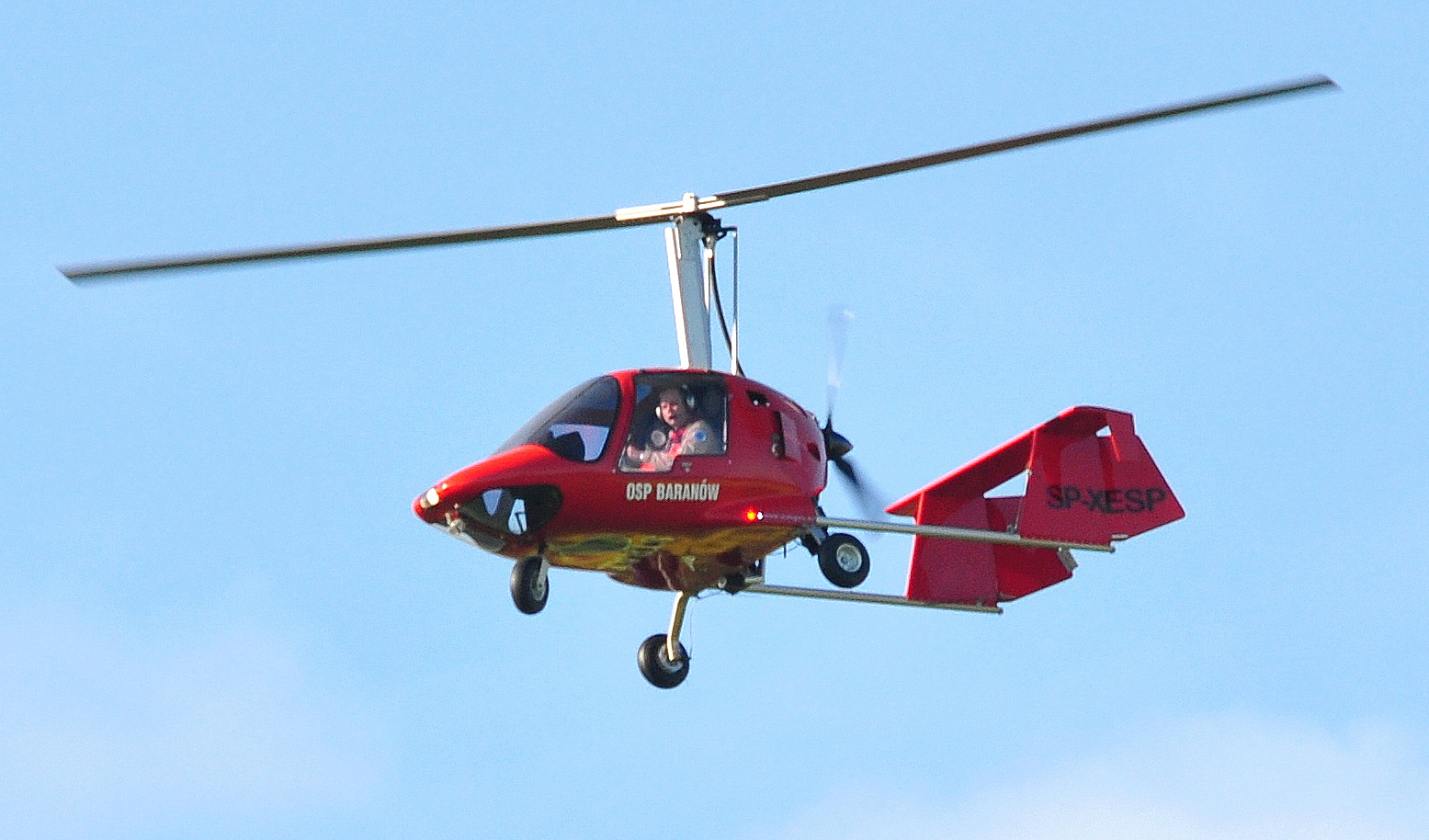
Wiatrakowiec ZEN 1 z OSP w Baranowie

Ochotnicza straż pożarna (OSP) – umundurowana i wyposażona w specjalistyczny sprzęt społeczna jednostka ratowniczo-gaśnicza działająca w formie stowarzyszenia rejestrowego mającego na celu w szczególności walkę z pożarami, klęskami żywiołowymi i innymi miejscowymi zagrożeniami.

## Historia
Wzmianki o ratownictwie ogniowym pojawiają się w Polsce już w średniowieczu.
Pierwsze zorganizowane jednostki pożarnicze, będące prekursorami obecnej OSP, powstały w pierwszej połowie XIX w. równolegle we wszystkich trzech zaborach. Najstarszą tego typu jednostką w Polsce jest Ochotnicza Staż Pożarna w Śremie założona 12 lipca 1801 r. w ówczesnym zaborze pruskim z rozkazu cesarza Fryderyka Wilhelma III. W Królestwie Polskim pierwsza ochotnicza Straż Ogniowa została założona w 1864 r. w Kaliszu. W Galicji pierwsza Ochotnicza Straż Ogniowa została założona w 1865 r. w Krakowie z inicjatywy Towarzystwa Wzajemnych Ubezpieczeń w Krakowie. Działalność poszczególnych straży ogniowych w Królestwie Polskim nie była skoordynowana ze sobą, większość straży działała na podstawie obowiązujących tylko ją przepisów zatwierdzanych specjalnie dla nich przez władze państwowe. Zbiór takich przepisów dotyczących tylko straży łukowskiej przedstawił w artykule Rafał Dmowski.
Jednym z frontów działania ochotniczych straży pożarnych było budzenie postaw narodowych. Jej uczestnicy wzięli udział m.in. w manifestacjach w październiku i grudniu 1905 r. wymierzonych przeciwko rosyjskiemu zaborcy, które odbywały się na placu przed strażacką remizą po patriotycznych nabożeństwach w kościele w Turku. W listopadzie 1906 r. na wiadomość, iż rosyjskie wojsko ma zamiar aresztować miejscowego księdza Grabowskiego, strażacy zgromadzili się w mundurach przed plebanią. Wojsko rosyjskie zaczęło strzelać do zgromadzonych, w wyniku czego zginęło dwóch mieszkańców Turku, w tym jeden strażak, a 15 osób zostało rannych. Kilku mieszkańców zostało aresztowanych i osadzonych na kilka miesięcy w kaliskim więzieniu.
Po odzyskaniu niepodległości, we wrześniu 1921 r. związki strażackie połączyły się w Główny Związek Straży Pożarnych Rzeczypospolitej Polskiej. Na koniec 1923 r. w skład Związku Głównego wchodziły następujące związki wojewódzkie lub związki o charakterze ponadwojewódzkim: Floriański (koordynował straże z terenu trzech województw – warszawskiego, wołyńskiego i poleskiego), Małopolski, Wielkopolski, Pomorski, Cieszyński, Krakowski, Wileński, Lubelski, Nowogródzki, Łódzki, Białostocki i Kielecki. W 1949 r. związek ten został przez ówczesne władze rozwiązany, po czym reaktywowany w 1956 r. W 1992 r. zmienił nazwę na Związek Ochotniczych Straży Pożarnych Rzeczypospolitej Polskiej.
Problemem w odtwarzaniu dziejów poszczególnych OSP w kraju jest w wielu przypadkach brak źródeł archiwalnych potwierdzających istnienie danej straży.
Okres transformacji ustrojowej ujawnił wiele negatywnych zjawisk w OSP, takich jak zależności klientelistyczne czy zjawisko „nostalgicznej wegetacji”, które już z samej nazwy wskazuje na swego rodzaju zabetonowanie struktury tej formacji. Niemniej OSP wciąż jest najliczniej reprezentowaną organizacją pozarządową w Polsce i w najbliższym czasie zapewne się to nie zmieni. Jednakże wiele zmian, w tym dążenie do profesjonalizacji strażaka ochotnika, może powodować zniechęcenie służbą ochotniczą i zjawisko luki pokoleniowej, którą trudno będzie zastąpić. Proces odejścia od wartości nieodpłatnej pracy na rzecz lokalnych wspólnot może się okazać procesem nieodwracalnym.
Z danych rejestrowych z początku 2018 r. wynika, że w gminach wiejskich i wiejsko-miejskich funkcjonuje 16 390 jednostek Ochotniczych Straży Pożarnych, w tym 4341 włączonych do Krajowego Systemu Ratowniczo-Gaśniczego (KSRG). Spośród niemal 700 000 osób działających przy OSP aż 228 394 strażaków może brać bezpośrednio udział w akcjach ratowniczo-gaśniczych, a także: ratownictwa technicznego, powodziowego, chemicznego i ekologicznego, medycznego, wysokościowego, wodnego oraz w akcjach poszukiwawczo-ratowniczych. W ramach OSP funkcjonują także liczne Młodzieżowe Drużyny Pożarnicze (MDP), które w naturalny sposób są ośrodkami szkolenia i rekrutacji przyszłych strażaków. Aktywność OSP nie ogranicza się tylko do działań skierowanych na bezpośrednią pomoc lokalnym społecznościom, lecz także do popularyzacji wiedzy z zakresu bezpieczeństwa przeciwpożarowego, akcji promujących kulturę, sport, rekreację i ochronę środowiska. W OSP działa blisko 800 orkiestr, w których gra niemal 20 000 muzyków oraz 300 zespołów artystycznych i 600 drużyn sportowych. Pamięć o historii pożarniczej gromadzona jest i udostępniana w ok. 1000 izb tradycji.

## Podstawy prawne działalności
Ochotnicze straże pożarne funkcjonują w oparciu o przepisy ustawy o ochotniczych strażach pożarnych, ustawy – Prawo o stowarzyszeniach z późn. zm., ustawy o ochronie przeciwpożarowej z późn. zm., a ich szczegółowe zadania oraz organizację określa własny statut.

## Cel i zadania
Do głównych celów i zadań OSP należą:
1. prowadzenie działalności mającej na celu zapobieganie pożarom oraz współdziałanie w tym zakresie z Państwową Strażą Pożarną, organami samorządowymi i innymi podmiotami,
2. udział w akcjach ratowniczych przeprowadzanych w czasie pożarów, zagrożeń ekologicznych związanych z ochroną środowiska, wypadków oraz innych klęsk i zdarzeń,
3. informowanie ludności o istniejących zagrożeniach pożarowych i ekologicznych oraz sposobach ochrony przed nimi,
4. upowszechnianie, w szczególności wśród członków, kultury fizycznej i sportu oraz prowadzenia działalności kulturalnej i oświatowej,
5. wykonywanie zadań wynikających z przepisów o ochronie przeciwpożarowej,
6. działania na rzecz ochrony środowiska,
7. wspomaganie rozwoju społeczności lokalnych na własnym terenie,
8. wykonywanie innych zadań określonych w statucie OSP,
9. występy na zawodach sportowo-pożarniczych.

## Patron i święto
Patronem ochotniczej straży pożarnej jest św. Florian. Strażacy OSP obchodzą swoje święto 4 maja w dzień uważany za datę śmierci św. Floriana i Międzynarodowy Dzień Strażaka.

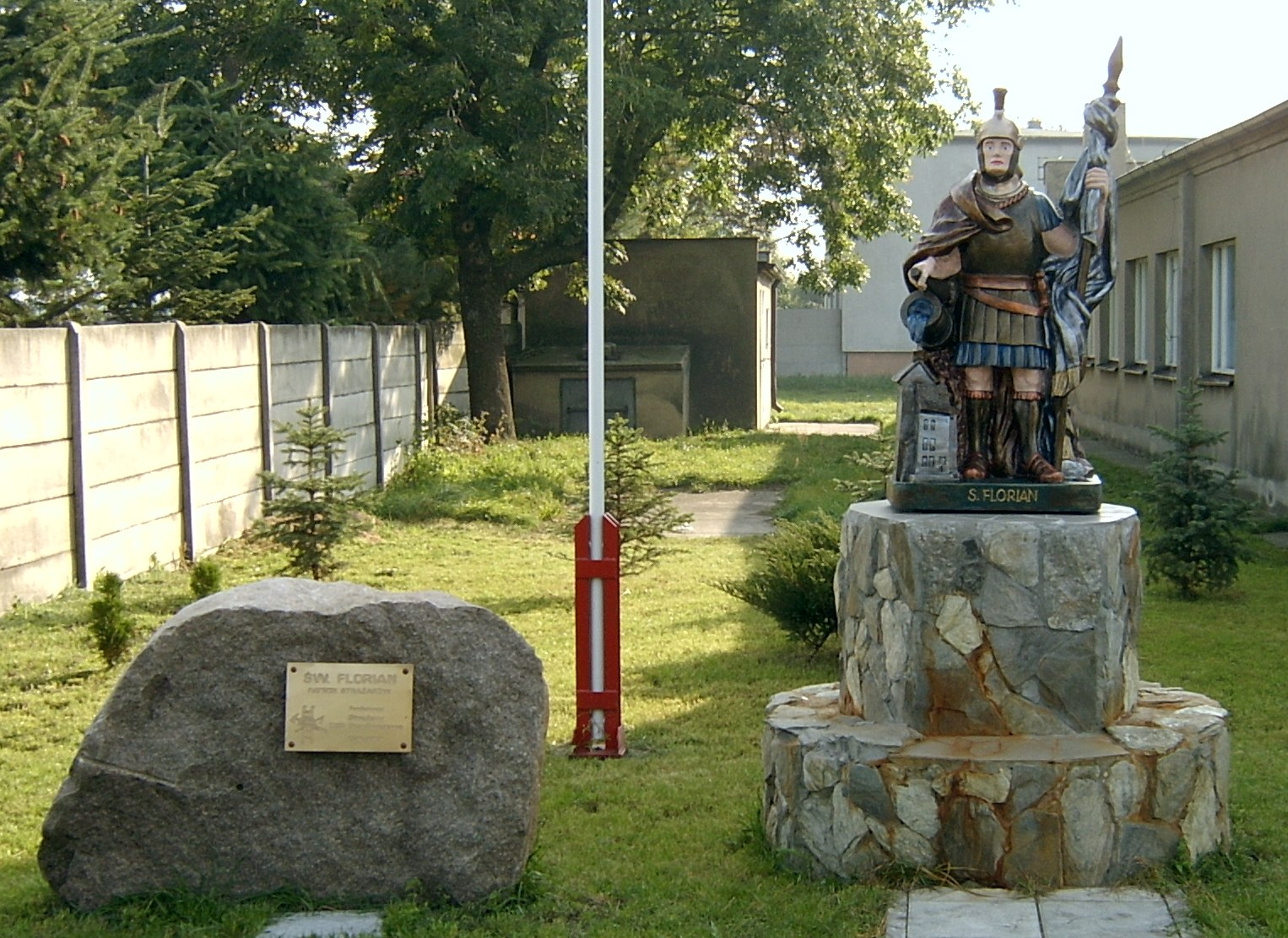
Święty Florian patron m.in. strażaków. Figurka patrona w miejscowości Przybyszewo

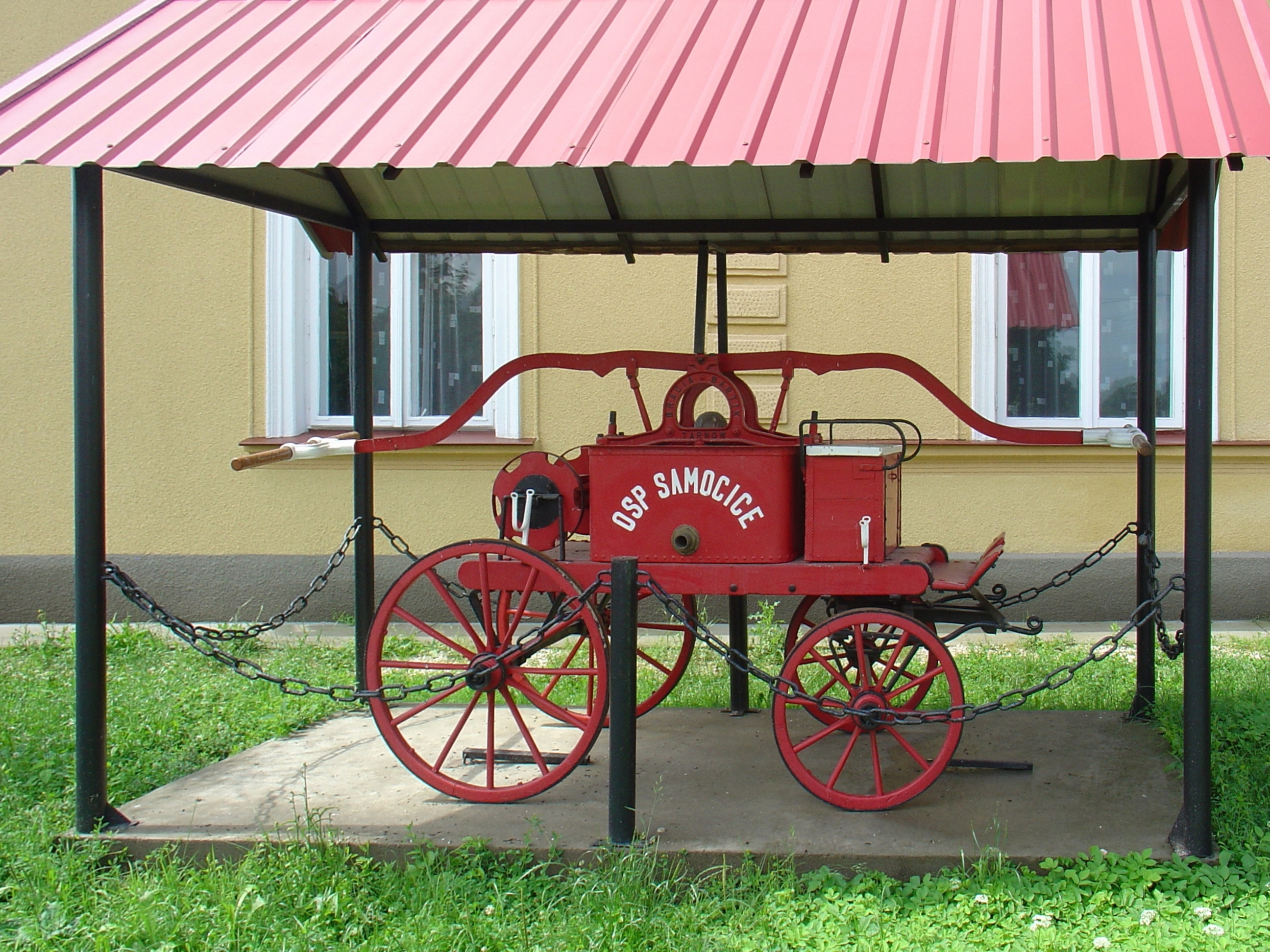
Zabytkowy wóz strażacki przy OSP Samocice

## Krajowy System Ratowniczo-Gaśniczy
Zgodnie z ustawą o ochronie przeciwpożarowej, ochotnicze straże pożarne mogą zostać włączone do Krajowego Systemu Ratowniczo-Gaśniczego, współdziałając w tym zakresie z Państwową Strażą Pożarną i innymi jednostkami.

### Działanie
Jednostki OSP zazwyczaj są alarmowane przez Powiatowe/Miejskie Stanowiska Kierowania Państwowej Straży Pożarnej. Po alarmie, ochotnicy udają się do remizy i po zebraniu odpowiedniej liczby strażaków (JOT) wyjeżdżają na miejsce zdarzenia, najczęściej wspomagając strażaków Państwowej Straży Pożarnej, ale również czasami działając tam samodzielnie. Strażacy Ochotniczej Straży Pożarnej używają głównie hełmów koloru białego.

## Struktury nadrzędne OSP
W Polsce większość OSP należy do Związku Ochotniczych Straży Pożarnych (ZOSP RP).

## Jednostka Operacyjno-Techniczna (JOT)
Przy OSP działają Jednostki Operacyjno-Techniczne będące odpowiednikami jednostek ratowniczo-gaśniczych PSP. Osoby wyznaczone do działania w strukturach takiej jednostki muszą być w wieku 18–65 lat, mieć aktualne badania lekarskie, ukończyć przeszkolenie pożarnicze odpowiednie do zajmowanej funkcji. Skład JOT po zaalarmowaniu i zebraniu się w remizie, zostaje skierowany w miejsce zagrożenia i bierze bezpośredni udział w działaniach ratowniczych.

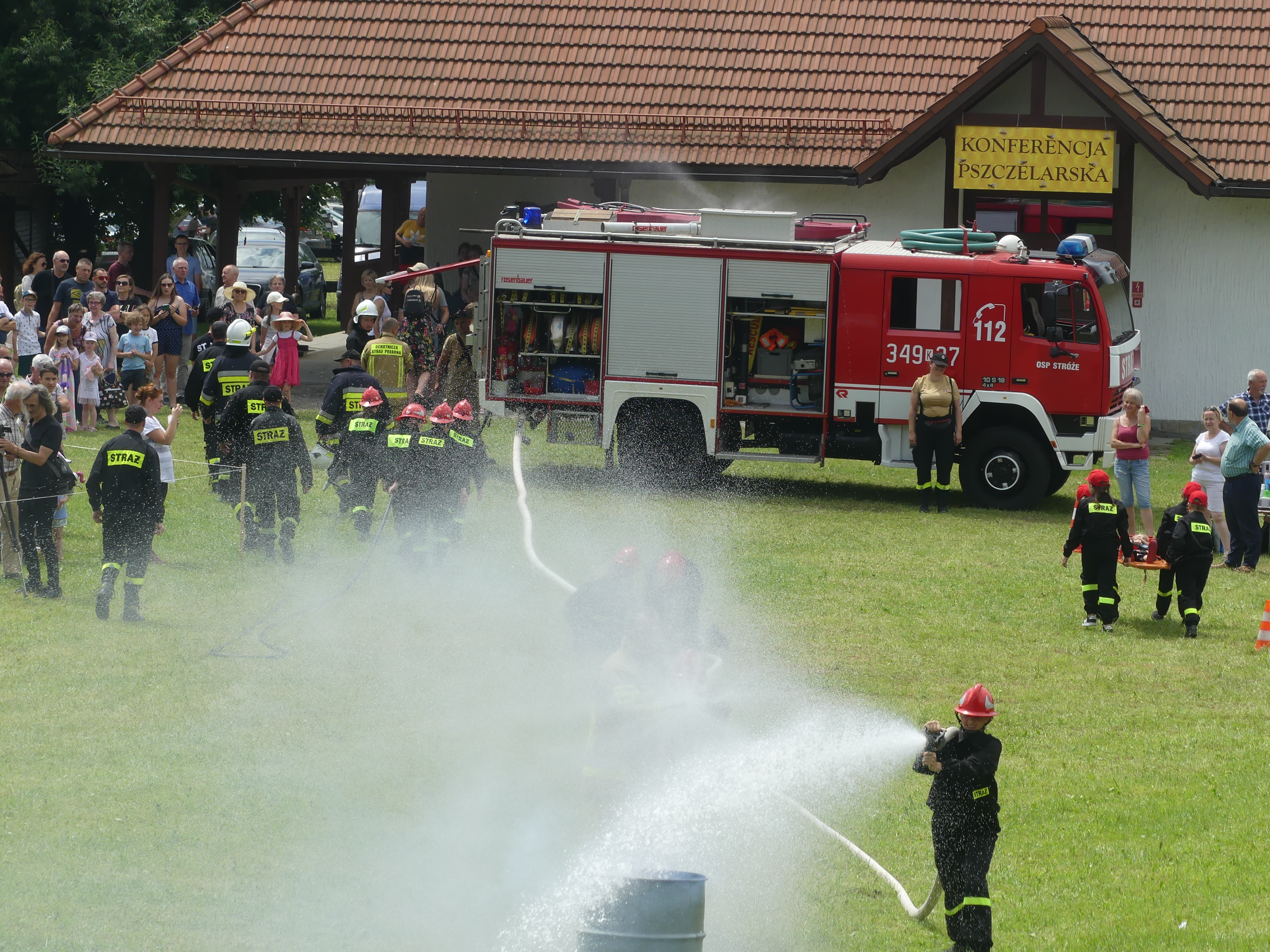
Pokaz umiejętności Młodzieżowej Drużyny Pożarniczej z jednostki OSP w Stróżach

## Młodzieżowe Drużyny Pożarnicze przy OSP
Przy ochotniczych strażach pożarnych powoływane są również Młodzieżowe Drużyny Pożarnicze (MDP), które stanowią w pewnym sensie przyszłe kadrowe zaplecze każdej jednostki. Młodzieżowa drużyna pożarnicza jest integralną częścią składową danej jednostki OSP. Osoby działające w takiej drużynie poznają zasady funkcjonowania ochrony przeciwpożarowej w Polsce, zapoznają się ze sprzętem będącym na wyposażeniu danej OSP, uczą się zachowania w sytuacjach niecodziennych, od najmłodszych lat wyrabiają w sobie poczucie odpowiedzialności, uczą się opanowania, dyscypliny, a także podnoszą swoją sprawność fizyczną poprzez udział w zawodach sportowo-pożarniczych.

## Inna działalność OSP
Ochotnicze straże pożarne zajmują się również szeroko rozumianą działalnością kulturalną i wychowawczą. W wielu jednostkach powstały sekcje sportowe, zespoły teatralne, działają orkiestry strażackie, zespoły instrumentalno-wokalne, świetlice środowiskowe, izby tradycji, a także z OSP współpracuje wiele lokalnych stowarzyszeń o różnych zainteresowaniach. Niektóre jednostki OSP zajmują się szkoleniami z zakresu pierwszej pomocy, są organami prowadzącymi miejscowe szkoły, przejęte po zlikwidowanych szkołach gminnych.

## Liczebność
W Polsce jest zarejestrowanych 15785 ochotniczych straży pożarnych. W poszczególnych województwach przedstawia się to następująco:
| Województwo         | Liczba remiz OSP | Ludność   | Liczba remiz na milion mieszkańców |
| ------------------- | ---------------- | --------- | ---------------------------------- |
| dolnośląskie        | 738              | 2 903 710 | 254                                |
| kujawsko-pomorskie  | 818              | 2 083 927 | 393                                |
| lubelskie           | 1585             | 2 133 340 | 743                                |
| lubuskie            | 349              | 1 017 376 | 343                                |
| łódzkie             | 1396             | 2 485 323 | 562                                |
| małopolskie         | 1335             | 3 382 260 | 395                                |
| mazowieckie         | 1875             | 5 365 898 | 349                                |
| opolskie            | 543              | 993 036   | 547                                |
| podkarpackie        | 1241             | 2 127 656 | 583                                |
| podlaskie           | 673              | 1 186 625 | 567                                |
| pomorskie           | 537              | 2 315 611 | 232                                |
| śląskie             | 977              | 4 559 164 | 214                                |
| świętokrzyskie      | 853              | 1 252 900 | 681                                |
| warmińsko-mazurskie | 585              | 1 436 367 | 407                                |
| wielkopolskie       | 1828             | 3 481 625 | 525                                |
| zachodniopomorskie  | 450              | 1 708 174 | 263                                |